# Rola-de-amadoa
Rola-de-amadoa (nome científico: Streptopelia hypopyrrha) é uma espécie de ave pertencente à família dos columbídeos.
A espécie está intimamente relacionada e foi considerada a mesma espécie que a rola-de-peito-rosa. A espécie tem uma distribuição disjunta, sendo nativa dos Camarões, da Nigéria e no sudoeste do Chade, e mais a oeste na Gâmbia, Senegal e Mali. Também foi relatada no território do Togo, sugerindo que uma população também pode existir lá.
Seu nome popular em língua inglesa é "Adamawa turtle dove".